# Política em São Carlos (São Paulo)
A Política em São Carlos, município paulista, tem a história de suas forças políticas locais e de sua estrutura administrativa sumarizadas no presente artigo. Fundada em 1856, a cidade de São Carlos foi marcada pelo coronelismo até os anos 1930. De 1945 até 1964, houve um período populista, seguido do regime militar e, nos anos 1980, a redemocratização. Quanto à administração municipal, tornou-se significativamente mais complexa a partir de 1953, com a divisão de tarefas entre novas repartições.

## História das forças políticas locais

### Legislativo e executivo

#### Esfera municipal

##### Coronelismo
Em meados do século XIX, o atual território de São Carlos, área então conhecida como Campos ou Sertões de Araraquara, encontrava-se na "frente de expansão" do Estado de São Paulo, passando a receber "posseiros", pequenos e pobres lavradores caboclos, vindos de terras mais a leste, gerando conflitos com as populações indígenas. Mais tarde, com o avanço da "frente pioneira", os próprios posseiros teriam disputas com os sesmeiros, grandes fazendeiros, os quais formariam as elites agrárias locais. As famílias de fazendeiros eram provenientes da região do "quadrilátero do açúcar", em especial, de Piracicaba, Campinas, Itu e Porto Feliz. Algumas também partiram da capital paulista e de Minas Gerais.
Dentre as principais famílias da elite, que tinham poder político e econômico, estavam a família Arruda Botelho, Camargo Penteado & Salles, Barros, e Cunha Bueno & Ellis. Seus membros costumavam ter títulos da Guarda Nacional (coronel, major, capitão, tenente, etc.) e ocupavam a maior parte dos cargos públicos disponíveis: vereadores (ou intendentes), prefeitos, juízes de paz, promotores públicos, delegados, chefes de polícia, dentre outros.
Havia muitos desentendimentos entre os fazendeiros e escravos, especialmente às vésperas da abolição. Posteriormente, seriam comuns atritos também com os imigrantes e, com a urbanização, dentro da própria classe popular. No século XIX, as ligações entre a polícia e as elites ainda eram bastante fortes. Com algumas reformas a partir de 1905 na Polícia Civil e na Força Pública (futura Polícia Militar), haveria um profissionalismo relativamente maior nessas instituições, no sentido de afastamento da polícia dos interesses dos poderosos locais. Com relação a participação dos imigrantes e seus descendentes na política local, até a década de 1940, estes tinham pouca articulação, apesar do grande volume, conseguindo eleger um prefeito apenas em 1952.
No período, notícias de greves de colonos no meio rural são raras em São Carlos, sendo conhecida uma em 1908. Mesmo no meio urbano, a atuação do sindicalismo no início do século XX seria baixa, apesar do associativismo dos imigrantes, e de algumas paralisações inspiradas pela greve de 1917 em São Paulo.
Nos anos 1920, a redação do jornal A Justiça, de Orlando Damiano e Antônio Wikin, seria invadida e sua oficina empastelada, devido ao apoio dos editores à revolução de 1924, uma revolta tenentista. Em 1930, o mesmo ocorreria com o jornal A Tarde, dos Fiorentino.
Até a crise de 1929, a política local no Brasil era marcada pelo coronelismo, em que o mando local era exercido pelas elites de proprietários de terras. No caso de São Carlos, apesar da alternância entre as famílias da elite no poder, pouca mudança ocorria de fato. Em meados do século XIX, no período imperial, o campo político da cidade era disputado entre "farrapos", liderados pelo Conde do Pinhal, do Partido Liberal, e "cascudos", cujo chefe era o Visconde da Cunha Bueno, líder do Partido Conservador na cidade. Mais tarde, alternariam-se no poder os botelhistas (ou "faustinos") e os salistas (ou "bicheiros"). Nos primeiros anos da república, tiveram predomínio os botelhistas.
Após, a eleição de Campos Sales ao governo do Estado em 1896, e com a morte do Conde em 1901, os adversários dos botelhistas passaram a se consolidar. Encabeçados por Major José Ignácio e, posteriormente por Elias de Camargo Salles, os adversários dominaram as eleições municipais de 1910 a 1921. Foram interrompidos apenas pela eleição do botelhista Dr. Teixeira de Barros, mas logo recuperaram a hegemonia, até a revolução de 1930. Mais tarde, surgiu a oposição da Aliança Liberal, composta pelo Partido Democrático (PD) e por tenentistas. O PD, nos anos 1930, congregou alguns nomes desligados do setor agrícola, no entanto, a política municipal seria dominada pelos fazendeiros até 1945.
Tanto botelhistas quanto os salistas eram parte do Partido Liberal e, depois, por volta de 1890, do Partido Republicano Paulista (PRP). As facções se referenciavam como, respectivamente, PR Conservador, e PR Governista – e, após 1923, como PR Municipal e PR de São Carlos.

##### Revoluções de 1930 e 1932
Com a crise do café nos anos 1930, as elites cafeeiras do Brasil foram abaladas. Nessa época, ocorreriam a revolução de 1930, a ascensão de Vargas, e o fim da política do café-com-leite. Os paulistas reagiram com a revolução de 1932, a qual fracassou. À época, São Carlos teve uma papel considerável na disputa, somando 567 voluntários.
Em 1932, o prefeito Militão de Lima, exonerado, seria substituído por José Maria de Souza, do Rio Grande do Sul, o qual teve grande rejeição popular, sendo satirizado no jornal clandestino A Farpa, de Ítalo Savelli.
Nos "intermezzo constitucional" (1934-1937), dois partidos polarizaram as votações na cidade: o antigo PRP e o novo Partido Constitucionalista (PC), de Armando de Salles Oliveira. Embora o PRP tenha vencido, foi significativa a participação, no PC, de setores desligados das elites rurais, como a pequena burguesia imigrante, que havia fundado recentemente a Associação Comercial e Industrial local, em 1931. Entretanto, embora o Estado Novo tenha criado mecanismos que aumentaram a participação dos imigrantes na política local, por outro lado, limitou fortemente o associacionismo de estrangeiros. Em 1942, foi fechada a Sociedade Vittorio Emanuelle III e o mesmo destino teria a Sociedade Dante Alighieri.

##### Populismo
Em São Carlos, mesmo com a crise do café e com a instituição do Estado Novo em 1937, persistiu a alternância entre as antigas famílias, botelhistas e salistas. A ruptura com essa bipolarização só ocorreria a partir de 1945, com a democratização, passando-se do regime totalitário do Estado Novo para o regime representativo da República Populista. Logo, foram permitidos a criação de diversos partidos, aumentando a representação da sociedade civil. Também tiveram papel importante neste processo as crescentes urbanização e industrialização em São Carlos.
Dentre os partidos então organizados na cidade, estavam:
- União Democrática Nacional (UDN), cujo diretório foi organizado pelo médico e empresário Ernesto Pereira Lopes;
- Partido Social Democrático (PSD), no qual se engajaram remanescentes dos botelhistas e dos salistas, em especial, Carlos de Camargo Salles, Emílio Fehr e Aldo de Cresci;
- Partido Trabalhista Brasileiro (PTB), organizado por Antonio Donato e Domingos Mazzei;
- Partido Social Progressista (PSP), tendo como líderes José Paulo Spallini, Francisco Xavier do Amaral Filho, Leôncio Zambel e Alderico Vieira Perdigão;
- Partido Trabalhista Nacional (PTN), capitaneado por Antonio Massei, Orlando Marques, José Bento Carlos do Amaral e Bruno Panhoca.

Na época, dentre alguns importantes representantes dos partidos, em outras esferas, estavam, na UDN, o próprio Ernesto Pereira Lopes; no PTN, Hugo Borghi, na esfera estadual; no PSP, Adhemar de Barros; no PTB, Ivete Vargas, tendo como base eleitoral a Previdência Social.
Findo o coronelismo, a nova estrutura política, permeada pelo personalismo, seria denominada como populista, tanto à esquerda quanto à direita, no sentido de apresentar um discurso defendendo os interesses das classes populares, limitando-se frequentemente, entretanto, a práticas paternalistas.
Nas eleições locais, a UDN seria um grande polarizador, sendo alcunhada de partido "do patrão" por militantes, enquanto os demais eram chamados partidos "do povo". Na majoritária para prefeito, era comum haver apenas dois candidatos, com suas coligações: a da UDN, de Pereira Lopes, eleita apenas uma vez, em 1959, em aliança com PSD e o novo PRP; e a outra, em geral comandada por Antonio Massei, do PTN, junto a diversos partidos como o PSP, PTB e outros patentemente populistas. As coligações populistas, adversárias da UDN, seriam vitoriosas em quase todas as disputas pela prefeitura no período anterior ao regime ditatorial.
Nas eleições proporcionais dos legislativos estadual e federal, porém, o voto local tinha um comportamento diferente, de certa forma bairrista. Para deputado estadual, era comum o povo votar num candidato de esquerda, enquanto para deputado federal, em Pereira Lopes, deputado de direita.

##### Regime militar
Pereira Lopes, eleito três vezes como deputado federal, durante o regime militar, filiou-se à ARENA, elegendo-se mais duas vezes, chegando a presidente da Câmara dos Deputados. No período, as autoridades da Igreja Católica local tiveram posicionamentos díspares: parte era alinhada aos militares, enquanto alguns sacerdotes auxiliaram os sindicatos. Um caso notável de perseguição foi o do vereador Antonio Cabeça Filho, principal sindicalista do período, o qual foi preso e torturado.
Na disputa pela prefeitura em 1968, houve duas chapas, a ARENA 1, com membros da antiga UDN de Pereira Lopes, e a ARENA 2, do grupo de Antônio Massei. O prefeito eleito, José Bento Carlos do Amaral, foi forçado a renunciar, assim como seu vice, Alderico Vieira Perdigão, e José Mariutti Seppe, presidente da Câmara.
No período, o movimento estudantil, com o Centro Acadêmico Armando de Salles Oliveira (Caaso), da USP, teve papel atuante na luta pela redemocratização, com protestos e greves. Por outro lado, graças à articulação de Pereira Lopes, dentre outras circunstâncias, a cidade obteve a instalação da UFSCar.

##### Redemocratização
Apenas nos anos 1980 ocorreria a redemocratização, havendo eleições municipais em 1982. 

#### Esferas estadual e federal
A tabela a seguir elenca os políticos ligados a cidade que tiveram atuação nas esferas estadual e federal, em cargos no legislativo ou executivo.
| Nome                             | Partido                     | Legislativo estadual                                           | Legislativo federal | Executivo                                      |
| Conde do Pinhal                  | Partido Liberal             | deputado provincial (1865, 1880, 1881, 1882, 1884, 1885, 1886) | deputado imperial (1888, 1889) e senador (1891)                                                                                            |                                                |
| Paulino Carlos de Arruda Botelho | Partido Liberal, PRP        |                                                                | deputado federal (1889-1908) |                                                |
| Alfredo Ellis                    | PRP                         |                                                                | deputado federal (1891-1999, 1900-1902) e senador (1903-1905, 1906-1908, 1909-1911, 1912-1915, 1915-1917, 1918-1920, 1921-1923, 1924-1925) |                                                |
| Cincinato Braga                  | PRP                         |                                                                | deputado federal (1892-1902, 1906-1923, 1935-1937)                                                                                         | presid. Banco do Brasil (1923-1925)            |
| Firmiano de Morais Pinto         | PRP                         |                                                                | deputado federal (1897, 1900-1902, 1926-1930)                                                                                              | prefeito de São Paulo (1920-1926)              |
| Antônio Rodrigues Cajado         | PRP, PRDSP                  |                                                                | deputado federal (1900-1902) |                                                |
| Carlos José de Arruda Botelho    | PRP                         |                                                                | senador (1919, 1927) | secretário estadual da agricultura (1904-1908) |
| Marcolino Lopes Barreto          | PRP                         | deputado estadual (1912-1930)                                  | |                                                |
| Rafael de Abreu Sampaio Vidal    | PRP                         |                                                                | deputado federal (1918-1922, 1934-1935) | ministro da fazenda (1922-1925)                |
| Alfredo Ellis Jr.                | PRP                         | deputado estadual (1925-1930, 1934-1937)                       | |                                                |
| Ernesto Pereira Lopes            | UDN, Arena                  | deputado estadual (1947)                                       | deputado federal (1951-1955, 1959-1975) |                                                |
| Miguel Petrilli                  | PDC                         | deputado estadual (1947-1959)                                  | |                                                |
| Antonio Donato                   | PTB                         | deputado estadual (1948-1952, 1956-1960, 1960-1964)            | |                                                |
| Luís Augusto de Oliveira         | PSD                         | deputado estadual (1951-1954)                                  | |                                                |
| Vicente Botta                    | PTN, PTB, Arena, MDB, Prona | deputado estadual (1953-1994)                                  | |                                                |
| José Zavaglia                    | MDB                         |                                                                | deputado federal (1975-1979) |                                                |
| Antonio Adolpho Lobbe Neto       | PMDB, PSDB                  | deputado estadual (1986-2002)                                  | deputado federal (2002-2010, 2015-) |                                                |
| Newton Lima Neto                 | PT                          |                                                                | deputado federal (2011-2015) |                                                |
| Ulisses Sales                    | PSD                         | deputado estadual (2014)                                       | |                                                |
| Airton Garcia Ferreira           | PSB                         | deputado estadual (2015)                                       | |                                                |

### Judiciário

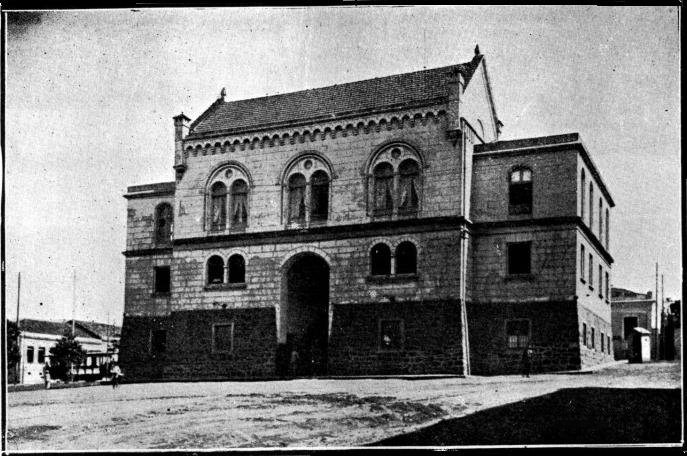
Antigo Fórum e Cadeia (1900-anos 1950), depois Câmara Municipal (1952-presente).

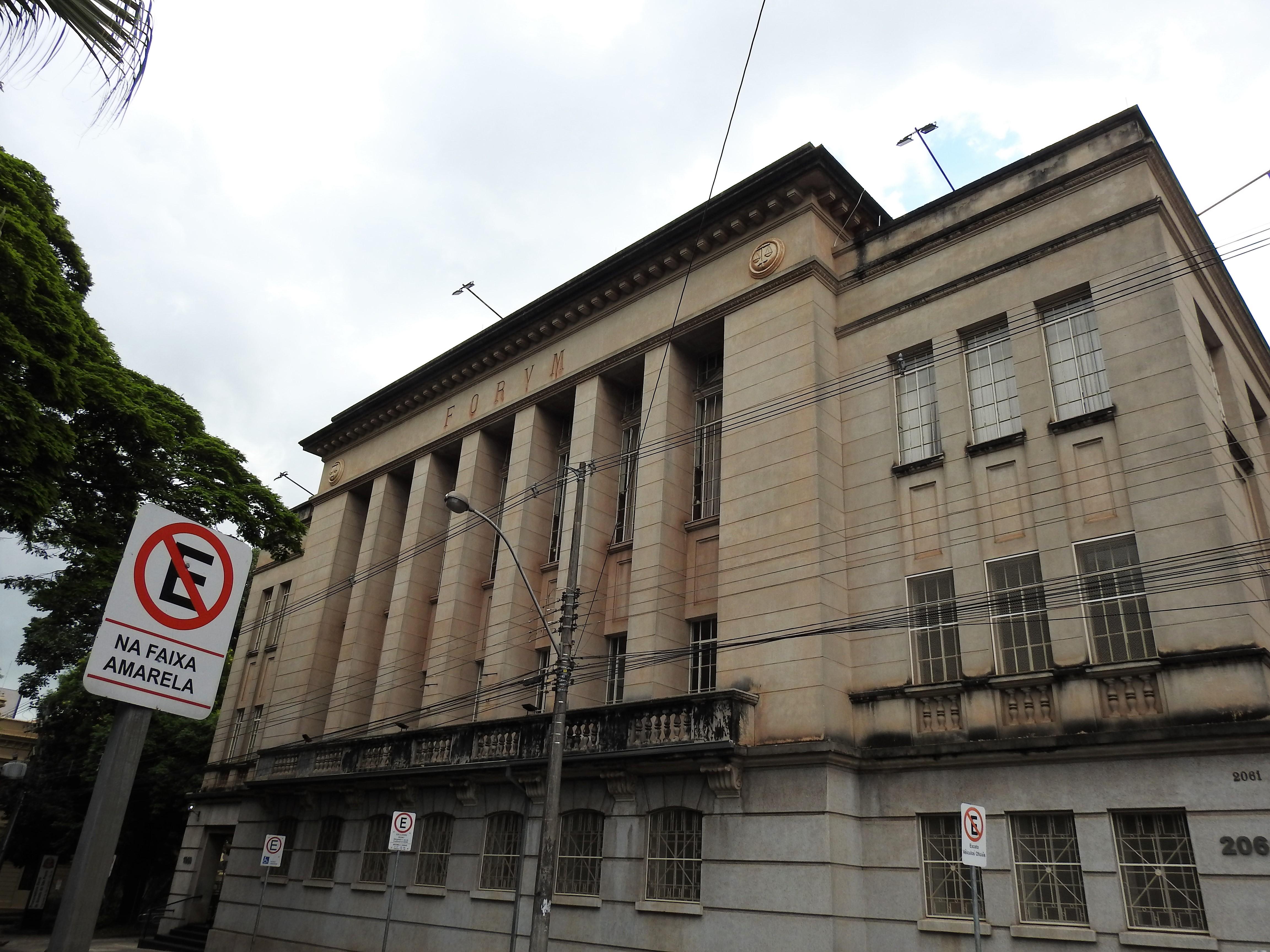
Fórum criminal (1959).

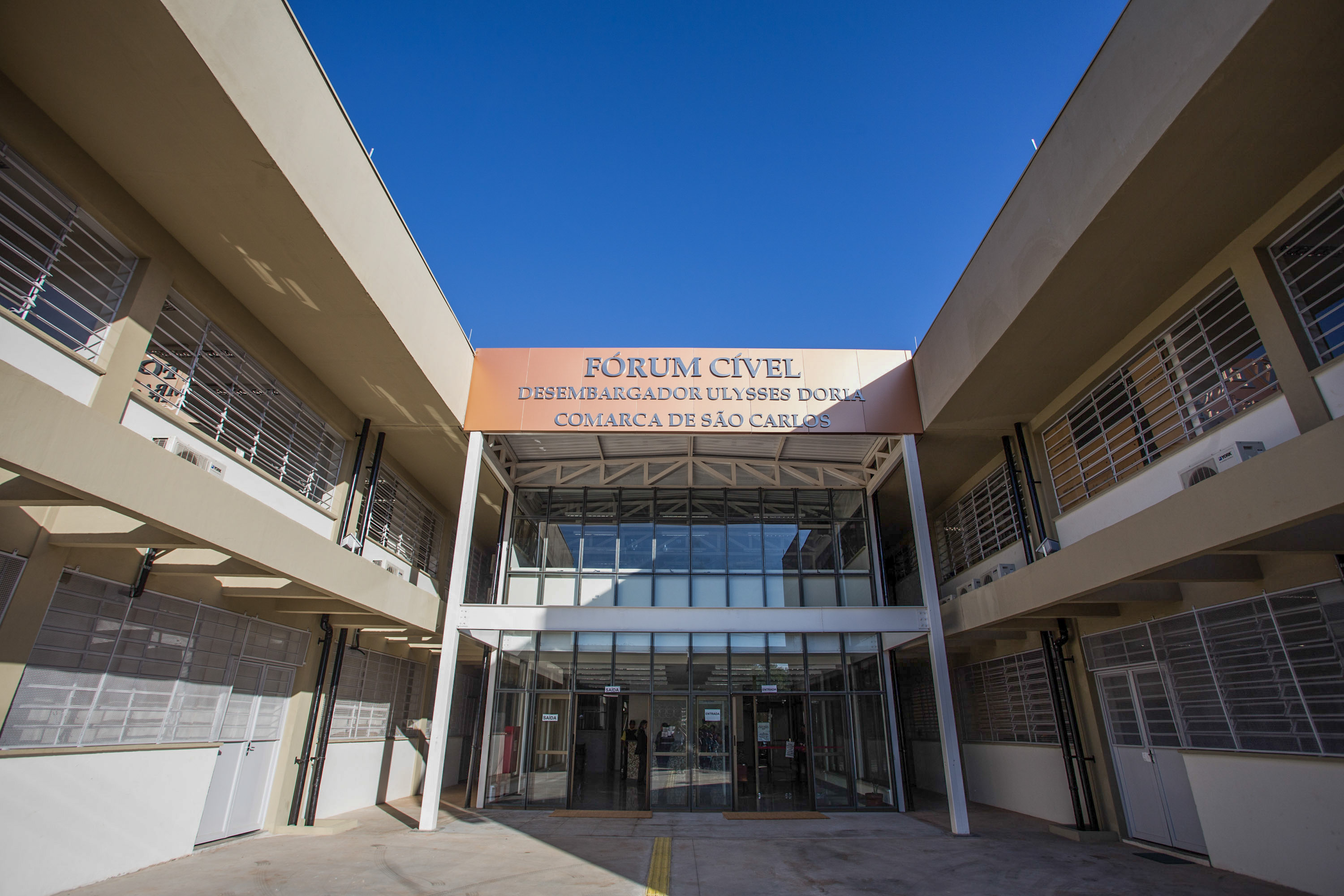
Fórum cível, inaugurado em 1992.

A comarca de São Carlos foi instalada em 1882, tornando-se independente de Rio Claro. Seus primeiros juízes de direito foram:
- Joaquim Ignácio de Moraes (1882-1887)
- Raymundo da Motta de Azevedo Corrêa (1887-1889)
- Miguel José de Brito Bastos (1892-1900)
- Octaviano da Costa Vieira (1901-1916)
- Renato de Toledo e Silva (1917-1921)
- Matheus da Silva Chaves Júnior (1921)
- Vicente Mamede de Freitas Júnior (1921-1927)
- Theodomiro de Toledo Piza (1927-1930)
- Carlos Kiellander (1931-1935)
- Justino Maria Pinheiro (1935-1939)
- Juarez Mattos Bezerra de Menezes (1939-1944)
- Celso Penteado (1945-1946)
- Dalmo do Valle Nogueira (1946-1951)
- Hely Lopes Meirelles (1951-1954)
- Marcos Nogueira Garcez (1954)

## Evolução da estrutura administrativa
A seguir, um histórico da estrutura administrativa da cidade.

### 1886
Estrutura administrativa em 1886:
- Câmara Municipal
  - Secretário
  - Procurador
  - Fiscal
  - Porteiro
  - Arruador
  - Administrador do cemitério
  - Serventes
  - Aferidor
  - Zelador da iluminação pública

### 1905
Estrutura administrativa em 1905:
- Municipalidade (Intendente)
- Igreja Matriz
- Câmara Municipal

### 1929
Estrutura administrativa em 1929:
- Prefeito / Câmara Municipal
  - Secretaria
  - Portaria
  - Recebedoria de Rendas
  - Contadoria
  - Procuradoria
  - Repartição de Obras
  - Repartição de Águas e Esgotos
  - Repartição de Veículos
  - Repartição Fiscal
  - Cemitério Municipal
  - Posto Zootécnico
  - Polícia Sanitária Municipal

### 1940
Administração municipal em 1940:
- Prefeitura
  - Procuradoria
  - Secretaria
    - Arquivo
    - Portaria

  - Contadoria
  - Contabilidade, Lançamentos, Fichário
  - Arrecadação
    - Mercado
    - Matadouro
    - Horto Florestal
    - Piscina

  - Departamento de Obras
  - Repartição de Águas
    - Represas

  - Repartição fiscal
  - Ibaté
  - Santa Eudóxia

### 1953
Estrutura administrativa em 1953:
- Prefeito
  - Órgãos auxiliares
    - Gabinete
    - Sub-prefeituras distritais
    - Procuradoria e Consultoria Jurídica
    - Conselho de Fazenda
    - Comissão de Compras
    - Comissão Mista do Funcionalismo

  - Repartições administrativas
    - Diretoria de Contabilidade
      - Secção de Contabilidade e Tomada de Contas
      - Secção de Lançamentos
      - Secção da Tesouraria
      - Secção de Almoxarifado

    - Diretoria Administrativa
      - Secção de Expediente e Pessoal
      - Secção de Protocolo e Arquivo
      - Portaria

    - Diretoria de Instrução, Educação e Cultura
      - Secção de Instrução Primária, Educação e Cultura
      - Secção de Biblioteca e Museu Histórico
      - Secção de Cultura Física

    - Diretoria de Higiene e Veterinária
      - Secção de Polícia Sanitária Alimentar
      - Administração de Mercados e Feiras
      - Administração de Frigoríficos e Matadouros

    - Diretoria de Obras e Viação
      - Secção de Obras Municipais
      - Secção de Obras Particulares
      - Secção de Águas e Esgotos
      - Secção de Estradas de Rodagem Municipais
      - Administração de Hortos e Jardins e de Limpeza Pública e Domiciliar
      - Administração de Cemitérios

### 1960/1967
Estrutura administrativa em 1960/1967:
- Prefeito
  - Órgãos auxiliares
    - Gabinete
    - Sub-Prefeituras Distritais
    - Procuradoria Jurídica
    - Conselho da Fazenda
    - Comissão de Compras
    - Comissão Mista do Funcionalismo
    - Plano Diretor [criado em 1960 como "Escritório Técnico do Plano Diretor", vinculado ao Gabinete]

  - Repartições administrativas (Diretorias)
    - Diretoria de Contabilidade
      - Secção de Contabilidade e Tomada de Contas
      - Secção de Lançamentos
      - Secção de Tesouraria
      - Secção de Almoxarifado

    - Diretoria Administrativa
      - Secção de Expediente
      - Secção de Pessoal
      - Secção de Protocolo e Arquivo
      - Portaria

    - Diretoria de Instrução, Educação e Cultura
      - Secção de Instrução Primária, Educação e Cultura
      - Secção de Biblioteca, Museu Histórico, Pinacoteca e Teatro
      - Secção de Recreação e Esportes

    - Diretoria de Higiene e Veterinária
      - Secção de Agro-Pecuária
      - Secção de Administração de Mercados e Feiras, Polícia Sanitária e Alimentar e Administração de Frigoríficos e Matadouros

    - Diretoria de Obras e Viação
      - Secção de Obras Municipais
      - Secção de Obras Particulares
      - Secção de Hortos, Jardins, Parques, Limpeza Pública e Domiciliar e Administração de Cemitérios

    - Diretoria de Águas e Esgotos

### 1970/1971
Estrutura administrativa em 1970/1971:
- Prefeito
  - Órgãos colegiados de assessoramento
    - Conselho de Cultura
    - Junta de Recursos Fiscais
    - Comissão de Turismo
    - Comissão de Esportes

  - Órgãos de assessoramento do prefeito
    - Gabinete
    - Assessoria de Planejamento
      - Serviço de Administração
      - Escritório de Orçamento e Programação
      - Escritório Central de Cadastro
      - Escritório Técnico do Plano Diretor

  - Órgãos auxiliares
    - Departamento Jurídico
    - Departamento de Serviços Internos
    - Departamento de Fazenda

  - Órgãos de administração específica
    - Departamento de Educação e Cultura
    - Departamento de Obras e Viação
    - Departamento de Serviços Urbanos
    - Departamento de Expansão Econômica
    - Departamento de Assistência Social
    - Pronto Socorro

  - Órgãos de desconcentração territorial
    - Subprefeitura de Santa Eudóxia
    - Subprefeitura de Água Vermelha

  - Órgãos autônomos
    - Serviço Autônomo de Água e Esgoto
    - Caixa de Assistência dos Servidores Municipais

Esta estrutura organizada por departamentos, em termos gerais, manteve-se até meados dos anos 1990, quando houve a substituição por secretarias.

### 1997/2001
Organização administrativa em 1997/2001:
- Prefeitura
  - Secretaria de Coordenação de Gabinete
  - Secretaria Municipal de Governo
  - Secretaria Municipal da Administração
  - Secretaria Municipal de Fazenda
  - Secretaria Municipal de Educação e Cultura
  - Secretaria Municipal de Obras e Serviços Públicos
  - Secretaria Municipal de Saúde
  - Secretaria Municipal de Esportes, Turismo e Lazer
  - Secretaria Municipal de Agricultura, Abastecimento e Meio Ambiente
  - Secretaria Municipal de Ciência, Tecnologia e Desenvolvimento Econômico
  - Secretaria Municipal de Habitação e Desenvolvimento Urbano
  - Secretaria Municipal de Promoção e Bem Estar Social

### 2004
Organização administrativa em 2004:
- Prefeitura
  - Gabinete do Prefeito (GP)
  - Secretaria Municipal Especial de Infância e Juventude (SMEIJ)
  - Secretaria Municipal de Administração de Pessoal (SMAP)
  - Secretaria Municipal de Agricultura e Abastecimento (SMAA)
  - Secretaria Municipal de Cidadania e Assistência Social (SMCAS)
  - Secretaria Municipal de Comunicação (SMC)
  - Secretaria Municipal de Desenvolvimento Sustentável, Ciência e Tecnologia (SMDSCT)
  - Secretaria Municipal de Educação e Cultura (SMEC)
  - Secretaria Municipal de Esportes e Lazer (SMEL)
  - Secretaria Municipal de Fazenda (SMF)
  - Secretaria Municipal de Governo (SMG)
  - Secretaria Municipal de Habitação e Desenvolvimento Urbano (SMHDU)
  - Secretaria Municipal de Obras e Serviços Públicos (SMOSP)
  - Secretaria Municipal de Planejamento e Gestão (SMPG)
  - Secretaria Municipal de Saúde (SMS)
  - Secretaria Municipal de Transporte, Trânsito e Vias Públicas (SMTTVP)

### 2008
Organização administrativa em 2008:
- Prefeitura
  - Gabinete do Prefeito
  - Coordenadoria de Artes e Cultura
  - Coordenadoria de Meio Ambiente
  - Coordenadoria de Orçamento Participativo e Relações Governo Comunidade
  - Procuradoria Geral do Município
  - Secretaria Municipal Especial de Infância e Juventude
  - Secretaria Municipal de Administração e Gestão de Pessoal
  - Secretaria Municipal de Agricultura e Abastecimento
  - Secretaria Municipal de Cidadania e Assistência Social
  - Secretaria Municipal de Comunicação
  - Secretaria Municipal de Desenvolvimento Sustentável, Ciência e Tecnologia
  - Secretaria Municipal de Educação
  - Secretaria Municipal de Esportes e Lazer
  - Secretaria Municipal de Fazenda
  - Secretaria Municipal de Governo
  - Secretaria Municipal de Habitação e Desenvolvimento Urbano
  - Secretaria Municipal de Obras Públicas
  - Secretaria Municipal de Planejamento e Gestão
  - Secretaria Municipal de Saúde
  - Secretaria Municipal de Serviços Públicos
  - Secretaria Municipal de Trabalho, Emprego e Renda
  - Secretaria Municipal de Transporte e Trânsito

### 2018
Organização administrativa em 2018:
- Prefeitura
  - Gabinete do Prefeito (GP)
  - Procuradoria Geral do Município (PGM)
  - Secretaria Municipal de Agricultura e Abastecimento (SMAA)
  - Secretaria Municipal de Cidadania e Assistência Social (SMCAS)
  - Secretaria Municipal de Comunicação (SMC)
  - Secretaria Municipal de Meio Ambiente, Ciência, Tecnologia e Inovação (SMMACTI)
  - Secretaria Municipal de Educação (SME)
  - Secretaria Municipal Especial de Infância e Juventude (SMEIJ)
  - Secretaria Municipal de Esportes e Cultura (SMEC)
  - Secretaria Municipal de Fazenda (SMF)
  - Secretaria Municipal de Gestão de Pessoas (SMGP)
  - Secretaria Municipal de Governo (SMG)
  - Secretaria Municipal de Habitação e Desenvolvimento Urbano (SMHDU)
  - Secretaria Municipal de Obras Públicas (SMOP)
  - Secretaria Municipal da Pessoa com Deficiência e Mobilidade Reduzida (SMPDMR)
  - Secretaria Municipal de Planejamento e Gestão (SMPG)
  - Secretaria Municipal de Saúde (SMS)
  - Secretaria Municipal de Segurança Pública e Defesa Social (SMSPDS)
  - Secretaria Municipal de Serviços Públicos (SMSP)
  - Secretaria Municipal de Trabalho, Emprego e Renda (SMTER)
  - Secretaria Municipal de Transporte e Trânsito (SMTT)

Em 2022, foram feitas algumas pequenas alterações na estrutura:
- Órgãos novos:
  - Secretaria de Administração Regional (SMAR) - desmembrada da SMG
  - Secretaria Municipal de Desenvolvimento Econômico (SMDE) - desmembrada da SMMACTI
  - Secretaria Municipal de Receitas e Rendas (SMRR) - desmembrada da pasta da SMF
  - Secretaria Municipal de Relações Legislativas e Institucionais (SMRLI) - assumiu parte das funções da SMG
  - Secretaria Municipal de Meio Ambiente e Desenvolvimento Sustentável (SMMADS) - desmembrada da SMMACTI
  - Secretaria Municipal de Ciência, Tecnologia e Inovação (SMCTI) - desmembrada da SMMACTI
- Órgãos com atribuições novas:
  - Secretaria Municipal de Governo (SMG) - assumiu as funções da antiga SMPG, que foi extinta

### 2024
Organização administrativa do Município em 2024:
- Administração Direta do Município (Poder Legislativo)[55]
  - Câmara Municipal
- Administração Direta do Município (Poder Executivo)[56]
  - Gabinete do Prefeito (GP)
  - Procuradoria Geral do Município (PGM)
  - Sistema de Controle Interno (SCI)
    - Controladoria do Município
    - Corregedoria do Município
    - Ouvidoria do Município

  - Secretaria Municipal de Cidade Inteligente e Transparência (SMCIT) - substituiu a SMC (Comunicação) e parte da SMG (Tecnologia da Informação)
  - Secretaria Municipal do Clima e Meio Ambiente (SMCMA) - substituiu a SMMADS
  - Secretaria Municipal de Conservação e Qualidade Urbana (SMCQU) - substituiu a SMSP e SMAR
  - Secretaria Municipal de Cultura e Turismo (SMCT) - desmembrada da SMEC (Cultura) e de parte da SMTER (Turismo)
  - Secretaria Municipal de Desenvolvimento Econômico, Ciência e Tecnologia (SMDECT) - substituiu a SMDE, SMCTI e SMTER
  - Secretaria Municipal de Desenvolvimento Rural e Bem-Estar Animal (SMDRBEA) - substituiu a SMAA
  - Secretaria Municipal de Desenvolvimento Social e Cidadania (SMDSC) - substituiu a SMCAS
  - Secretaria Municipal de Educação (SMEdu)
  - Secretaria Municipal de Esporte (SMEsp) - desmembrada da SMEC
  - Secretaria Municipal das Famílias (SMFam) - desmembrada da SMCAS
  - Secretaria Municipal de Fazenda (SMF) - reincorporou a SMRR
  - Secretaria Municipal de Gestão da Cidade e Infraestrutura (SMGCI) - substituiu a SMHDU e SMOP
  - Secretaria Municipal de Gestão de Pessoas (SMGP)
  - Secretaria Municipal de Gestão Pública e Integração Governamental (SMGPIG) - substituiu a SMG e parte da SMRLI (Orçamento Participativo)
  - Secretaria Municipal de Habitação Social e Regularização Fundiária (SMHSRF) - desmembrada da SMHDU
  - Secretaria Municipal Especial de Infância e Juventude (SMEIJ)
  - Secretaria Municipal de Justiça (SMJ) - substituiu parte da SMF (Licitações e Contratos) e da SMRLI (Defesa do Consumidor)
  - Secretaria Municipal da Pessoa com Deficiência e Paradesportos (SMPDP) - substituiu a SMPDMR e parte da SMEC
  - Secretaria Municipal de Relações Legislativas (SMRL) - substituiu a SMRLI
  - Secretaria Municipal de Saúde (SMS)
  - Secretaria Municipal de Segurança Pública e Mobilidade Urbana (SMSPMU) - substituiu a SMSPDS e SMTT
- Administração Indireta do Município (Poder Executivo)
  - Fundação Educacional São Carlos (FESC)[57]
  - Fundação Pró-Memória de São Carlos (FPMSC)[58]
  - Progresso e Habitação de São Carlos S/A (PROHAB)[59]
  - Serviço Autônomo de Água e Esgoto de São Carlos (SAAE)[60]